# Jogos Pan-Africanos de 1965
Os Jogos Pan-africanos de 1965  foram realizados na cidade de Brazavile, na República do Congo, entre 18 e 25 de julho. Participaram  500 atletas em 53 competições de dez esportes, sendo o Egito a nação mais medalhada.
Findos os eventos, alguns atletas conquistaram mais de uma medalha nas provas do atletismo: dois quenianos, um nigeriano e Gaoussou Koné, da Costa do Marfim. No futebol, a seleção do Congo foi a primeira medalhista de ouro do esporte, em pódio composto ainda por Mali (prata) e Costa do Marfim (bronze). Este medalha foi a única de ouro da nação anfitriã.

## Quadro de medalhas
País sede destacado. 
| Ordem | País                           | Medalha de ouro | Medalha de prata | Medalha de bronze | Total |
| ----- | ------------------------------ | --------------- | ---------------- | ----------------- | ----- |
| 1     | Egito                          | 17              | 10               | 3                 | 30    |
| 2     | Nigéria                        | 9               | 6                | 4                 | 19    |
| 3     | Quénia                         | 8               | 11               | 4                 | 23    |
| 4     | Senegal                        | 6               | 3                | 7                 | 16    |
| 5     | Costa do Marfim                | 5               | 2                | 5                 | 12    |
| 6     | Argélia                        | 2               | 3                | 6                 | 11    |
| 6     | Gana                           | 2               | 3                | 6                 | 11    |
| 8     | Mali                           | 2               | 1                |                   | 3     |
| 9     | Tunísia                        | 1               | 5                | 6                 | 12    |
| 10    | Camarões                       | 1               | 2                | 2                 | 5     |
| 10    | Congo                          | 1               | 2                | 3                 | 5     |
| 12    | Madagascar                     |                 | 2                | 4                 | 6     |
| 13    | Uganda                         |                 | 1                | 4                 | 5     |
| 14    | Burquina Fasso                 |                 | 1                | 1                 | 2     |
| 15    | Chade                          |                 |                  | 3                 | 3     |
| 15    | Gabão                          |                 |                  | 3                 | 3     |
| 17    | Togo                           |                 |                  | 2                 | 2     |
| 18    | Etiópia                        |                 |                  | 1                 | 1     |
| 18    | Níger                          |                 |                  | 1                 | 1     |
| 18    | República Democrática do Congo |                 |                  | 1                 | 1     |
| 18    | Tanzânia                       |                 |                  | 1                 | 1     |
| 18    | Zâmbia                         |                 |                  | 1                 | 1     |
| TOTAL | TOTAL                          | 54              | 52               | 68                | 174   |